# Légi Térképészeti és Távérzékelési Emlékérem

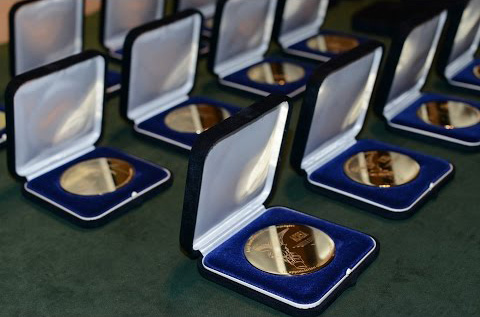
ACRSA Emlékérem

A Légi Térképészeti és Távérzékelési Emlékérem az ACRSA (Aerial Cartographic and Remote Sensing Association) által 2016-ban, a légi térképészeti rutin kialakulásának 100. évfordulóján alapított díj. Az emlékérem alapításával és évenkénti adományozásával az ACRSA a légi felmérésben magas szintű gyakorlati tevékenységet végző szakembereket tünteti ki. Az első ilyen érmék átadása az Egyesület 2016-ban megrendezett konferenciáján, a megnyitó után, ünnepélyes keretek között zajlott.

## A díj adományozása
A díj az érdemes pilóták, légifényképészek, kiértékelők és felmérésszervezők munkásságának méltatására szolgál. A felsorolt kategóriákban olyan személyek vehetik át, akik maradandót alkottak a területen, és legalább négy év folyamatos munkatapasztalattal rendelkeznek a tárgykörben illetve legalább ötven, egymástól független projektet teljesítettek munkásságuk során. 

## A díj leírása

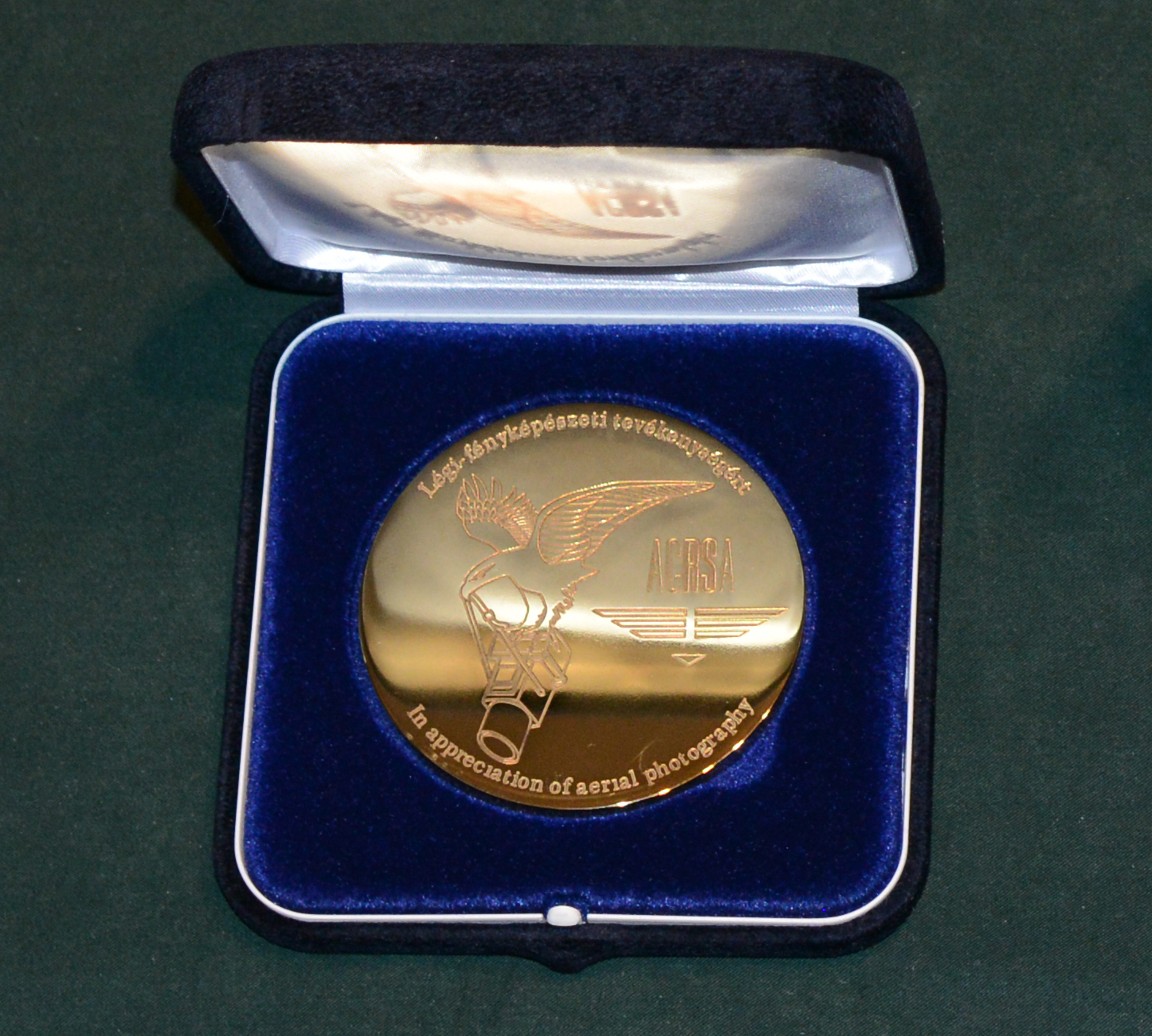
Az emlékérem pilótáknak, légi fényképészeknek és navigátoroknak járó változata

Az emlékérem a Társaság valamint a kitüntetett nevét, továbbá az adományozás évét is tartalmazza. A hozzá tartozó oklevél ezen felül röviden összefoglalja az adományozás okául szolgáló érdemeket.
A pilóták és légifényképészek emlékérme 80 mm átmérőjű, 5 mm vastag, előlapján sas látható, amely második világháborús mérőkamerát tart "Légi fényképészeti tevékenységért" körfelirattal. Itt kerül ábrázolásra az adományozó szervezet logója is. Hátlapján az adományozás éve és a tulajdonosának neve szerepel.
A kiértékelők és szervezők emlékérme 80 mm átmérőjű, 5 mm vastag, előlapján glóbusz látható, amelyet közelfelderítő repülőgép felmérési pásztája derít fel a félhomályból, "Interpretációs és szervezési tevékenységért" körfelirattal. Itt kerül ábrázolásra az adományozó szervezet logója is. Hátlapján az adományozás éve és a tulajdonosának neve szerepel.

## Az érmek megtervezése

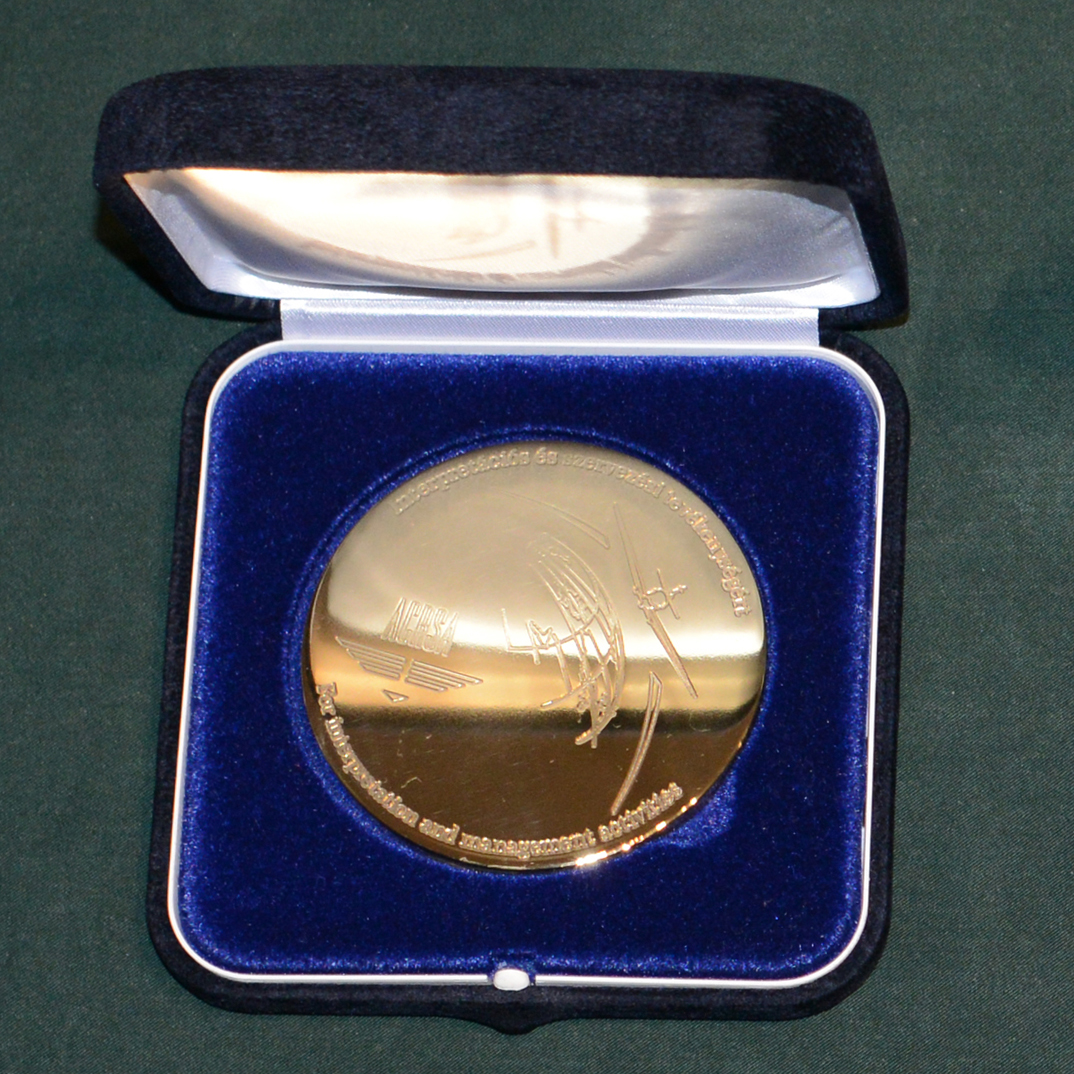
Az emlékérem kiértékelőknek, kutatóknak, oktatóknak és szervezőknek járó változata

Az emlékérmet a Légi Térképészeti és Távérzékelési Egyesület Szakmai Bizottságának javaslatára alapította a szervezet. Az érmek tervét Bakó Gábor (szakmatörténeti kutatás során feltárt szimbólumok beszerzése és átdolgozása) és T-Futaki Csenge képzőművész készítették el. Az érmek műszaki megtervezője és megalkotója Molnár Zsolt légi fényképész.

## Az emlékérem jelenlegi tulajdonosai
Pilóták:
- Arday András (2016)
- Erdős Mihály (2021)
- Jávor Géza (2021)
- Katona Sándor (2016)
- Krasznicsán László (2016)
- Takács Attila (2016)

Légi fényképészek:
- Körtvélyesi László (2021)
- Licskó Béla (2016)
- Ungár László (2016)
- Vágány László (2016)
- Váradi Sándor (2016)
- Vizy Zsigmond (2016)

Kiértékelési tevékenységért, tudományos munkásságért:
- Dr. Balázsik Valéria (2018)
- Dr. Busics György (2018)
- Dr. Engler Péter (2018)
- Dr. Földváry Lóránt (2018)
- Dr. Jancsó Tamás (2021)
- Marek Miklós (2016)
- Síkhegyi Ferenc (2016)
- Winkler Péter (2016)

Szervezési tevékenységért:
- Ditzendy Arisztid (2016)
- Gross Miklós (2016)
- Dr. Mihalik József (2021)
- Tremmel Ágoston (2016)